# Lake Ōmāpere
Lake Ōmāpere ist ein kleiner See, aber der größte in der Region Northland auf der Nordinsel Neuseelands. Er liegt etwa 5 km nördlich von Kaikohe. Der State Highway 1 verläuft in der Nähe des Nordufers, der State Highway 12 führt etwa 3 km südöstlich vorbei.
Der See ist 5 km lang und 14 km² groß, die Wassertiefe liegt ziemlich konstant zwischen 2 m und 3 m. Der Seespiegel liegt 237 m über dem Meeresspiegel. Der See hat ein Einzugsgebiet von nur 1700 Hektar. Das Lake Omapere Restoration and Management Project versucht, eine freiwillige Umweltmanagementstrategie zum Schutz des unter Landwirtschaftsabwässen leidenden Sees umzusetzen.
Der See entstand, als ein Tal durch einen Lavastrom der nahe dem Seeufer stehenden Vulkane blockiert wurde und das Wasser sich aufstaute. Dabei wurden Bäume überschwemmt, deren Stümpfe noch heute unter Wasser vorhanden sind. Der Vulkanismus ist noch heute am Südwestufer in Form heißer Sodaquellen aktiv.
Im Sumpfland um den See wächst das heimische Gras Mapere, das dem See seinen Namen gab.